# Heterospingus
Heterospingus är ett fågelsläkte i familjen tangaror inom ordningen tättingar: Släktet omfattar endast två arter som förekommer i Latinamerika från Costa Rica till Ecuador:
- Gulgumpad tangara (H. rubrifrons)
- Rödbrynad tangara (H. xanthopygius)